# Queen + Adam Lambert Tour 2012
Queen + Adam Lambert Tour 2012 fue una gira europea de conciertos de Queen + Adam Lambert, fue la primera de la colaboración entre Brian May y Roger Taylor de Queen y Adam Lambert.

## Lista de canciones
- 01. Flash (Intro tape)
- 02. Seven Seas of Rhye
- 03. Keep Yourself Alive
- 04. We Will Rock You (fast)
- 05. Fat Bottomed Girls
- 06. Don't Stop Me Now
- 07. Under Pressure
- 08. I Want It All
- 09. Who Wants to Live Forever
- 10. A Kind of Magic
- 11. These Are the Days of Our Lives
- 12. Love of My Life
- 13. '39
- 14. Dragon Attack
- 15. Drum Battle
- 16. Guitar Solo
- 17. Somebody to Love
- 18. I Want to Break Free
- 19. Another One Bites the Dust
- 20. Radio Ga Ga
- 21. The Show Must Go On
- 22. Crazy Little Thing Called Love
- 23. Bohemian Rhapsody

Interludio...
- 24. Tie Your Mother Down
- 25. We Will Rock You
- 26. We Are the Champions
- 27. God Save the Queen (tape)

### Canciones rara vez interpretadas
- Life is Real - Moscow
- You're My Best Friend - Londres 1 de junio

## Personal
- Brian May - Guitarra eléctrica, coros, guitarra acústica y voz principal en Love Of My Life y en '39.
- Roger Taylor - Batería, coros, percusión y voz principal en A Kind Of Magic y en These Are The Days Of Our Lives.
- Adam Lambert - Voz principal.

### Músicos
- Spike Edney - Teclados, sintetizadores y coros desde el 1984.
- Rufus Tiger Taylor - Percusión y coros.
- Neil Fairclouhg - Bajo y coros.

## Fechas del tour
| Fecha               | Ciudad    | País        | Lugar                |
| ------------------- | --------- | ----------- | -------------------- |
| Europa              |           |             |                      |
| 30 de junio de 2012 | Kiev      | Ucrania     | Maidan Nezalezhnosti |
| 3 de julio de 2012  | Moscú     | Rusia       | Olimpiyskiy          |
| 7 de julio de 2012  | Breslavia | Polonia     | Stadion Miejski      |
| 11 de julio de 2012 | Londres   | Reino Unido | Hammersmith Apollo   |
| 12 de julio de 2012 | Londres   | Reino Unido | Hammersmith Apollo   |
| 14 de julio de 2012 | Londres   | Reino Unido | Hammersmith Apollo   |

- Datos: Q16594289